# برنامج كونستيلشن
برنامج كونستيلشن (سي إكس بي) هو برنامج رحلات فضائية مُلغى طُوّر من قبل وكالة ناسا، بين عامي 2005 و2009. كانت الأهداف الرئيسية للبرنامج هي «إكمال بناء محطة الفضاء الدولية» و«العودة إلى القمر في موعد لا يتجاوز عام 2020» مع رحلة مأهولةٍ إلى كوكب المريخ كهدف نهائي. عكس شعار البرنامج المراحل الثلاث الخاصة به: الأرض (محطة الفضاء الدولية آي إس إس)، والقمر، وأخيرًا المريخ – كما يتضح هدف المريخ في الاسم الذي أُطلق على الصاروخ المُعزز الخاص بالبرنامج: آريس (المكافئ اليوناني للإله الروماني مارس). شملت الأهداف التكنولوجية للبرنامج تدريب رواد الفضاء على الرحلات المُتجهة إلى ما بعد مدار الأرض المنخفض وتطوير التكنولوجيا اللازمة لتمكين الوجود البشري المستدام على الكواكب الأخرى.
بدأ برنامج كونستيلشن استجابةً للأهداف الموضوعة في خطة «رؤية استكشاف الفضاء» تحت إشراف مدير وكالة ناسا شون أوكيف والرئيس جورج دبليو بوش. أمر خليفة أوكيف، مايكل دي غريفين، بإجراء مراجعة كاملة، أطلق عليها اسم «دراسة هندسة أنظمة الاستكشاف» والتي أعادت تشكيل طريقة متابعة ناسا للأهداف المحددة في رؤية استكشاف الفضاء، وقد أُضفي الطابع الرسمي على النتائج بموجب قانون تفويض وكالة ناسا لعام 2005. وجّه القانون وكالة ناسا نحو «تطوير وجودٍ بشري مستمر على سطح القمر، بما في ذلك برنامجٌ رائدٌ لتعزيز الاستكشاف والعلوم والتجارة والتفوق الأمريكي في مجال الفضاء، وكنقطة انطلاقٍ لاستكشاف المريخ في المستقبل وغيره من الوجهات» بدأ العمل في برنامج كونستيلشن المُنقح هذا، لإرسال رواد الفضاء أولاً إلى محطة الفضاء الدولية، ثم إلى القمر، ثم إلى المريخ وما بعده.
في أعقاب نتائج لجنة أوغسطين في عام 2009 التي توصلت إلى عدم إمكانية تحقيق أهداف البرنامج دون زياداتٍ كبيرة في التمويل، فقد أعلن الرئيس باراك أوباما، في 1 فبراير 2010، عن اقتراحٍ لإلغاء البرنامج، ليدخل حيّز التنفيذ في ميزانية سنة 2011 المالية الخاصة بالولايات المتحدة. أعلن لاحقاً عن إحداث تغييراتٍ في الاقتراح في خطاب مهمٍ حول سياسة الفضاء في مركز كينيدي للفضاء في 15 أبريل 2010. وقّع أوباما قانون تفويض وكالة ناسا لعام 2010 في 11 أكتوبر، الذي علقّ نشاطات البرنامج، مع استمرار عقود البرنامج في مكانها حتى يقوم الكونجرس بإلغاء التفويض السابق. في عام 2011، أعلنت ناسا أنها اعتمدت تصميم صاروخ نظام إقلاع الفضاء الجديد.

## التصاميم
أحد الأهداف الرئيسية لبرنامج كونستيلشن هو تطوير مركبات فضائية وصواريخ مُعززة لتحل محل مكوك الفضاء. بدأت ناسا بالفعل بتصميم صاروخي تعزيزي، آريس 1 وآريس 5، عندما أُنشئ البرنامج. صُمم آريس 1 لغرض وحيد يتمثل في إطلاق طواقم رواد الفضاء إلى المدار حول الأرض، بينما كان يهدف آريس 5 لإطلاق أجهزة أخرى تتطلب سعة رفعٍ أثقل من قدرة آريس 1. بالإضافة إلى هذين الصاروخين، صممت ناسا مركبات فضائية أخرى لاستخدامها في برنامج كونستيلشن، بما في ذلك كبسولة أوريون الخاصة برواد الفضاء، ومرحلة مُعززة ثانية تُسمى مرحلة مُغادرة الأرض، بالإضافة لمركبة ألتير للهبوط على سطح القمر.

### المركبات

#### أوريون
صُممت مركبة أوريون الاستكشافية الخاصة ببرنامج كونستيلشن كحُجرةٍ تضم رواد الفضاء لاستخدامها في مدار الأرض المنخفض. اختيرت شركة لوكهيد مارتن كمتعهدٍ رئيسي لمشروع أوريون في 31 أغسطس 2006، واختيرت شركة بوينغ لبناء الدرع الحراري الرئيسي للمركبة في 15 سبتمبر 2006. خططت ناسا في البداية لتطوير عدة تصاميم مُختلفة من كبسولة أوريون لتُناسب مهامًا محددة. كان من المقرر استخدام نسخة أوريون 1 في مهام محطة الفضاء الدولية وغيرها من مهام الأرض المدارية، في حين صُممت نسخ أوريون 1 و2 لاستكشاف الفضاء العميق.
يتكون تصميم أوريون من ثلاثة أجزاء رئيسية: وحدة الطاقم (سي إم) المماثلة لوحدة القيادة الخاصة ببرنامج أبولو، ولكنها قادرة على حمل أربعة إلى ستة رواد فضاء، ووحدة خدمة (إس إم) أسطوانية تحتوي على أنظمة الدفع الرئيسية واللوازم الاستهلاكية؛ ونظام إحباط الإطلاق (إل إيه إس)، الذي يُتيح لرواد الفضاء ووحدة الطاقم الهروب من مركبة الإطلاق في حالة نشوء مشاكل أثناء مرحلة الإطلاق. صُممت وحدة الطاقم لتكون قابلة لإعادة الاستخدام لما يصل إلى عشر رحلات، ما يسمح لناسا ببناء أسطولٍ من وحدات الطاقم الخاصة بأوريون.
على الرغم من إلغاء برنامج كونستيلشن، فقد استمرت عملية تطوير إحدى نُسخ مركبة أورايون، وهي مركبة الطاقم متعددة الأغراض (إم بس ري في)، وقد أُجري إطلاقٌ اختباري للمركبة في 5 ديسمبر 2014.
صُممت مركبة آلتير (المعروفة سابقاً باسم وحدة الوصول إلى سطح القمر، إل إس إيه إم) لتكون وسيلة النقل الرئيسية لرواد الفضاء في المهمات القمرية. كان تصميم مركبة آلتير أكبر بكثيرٍ من سابقه، ألا وهي وحدة أبولو القمرية، بخمسة أضعاف حجمها، الذي يحتل ما مجموعه 1120 قدماً مكعباً (32 متراً مكعباً) مقارنةً بمركبة الهبوط الخاصة بأبولو التي يبلغ حجمها الداخلي 235 قدماً مكعباً (6.7 متر مكعب). كان من المُخطط أن يبلغ ارتفاعها 32 قدماً (9.8 متراً) وعرضها 49 قدماً (15 متراً) بين حافتي أرجل الهبوط.
مثل سابقتها، يتكون تصميم آلتير من جزأين: مرحلة صعودٍ تحتضن طاقماً مكوناً من أربعة رواد فضاء؛ ومرحلة نزولٍ تضم أرجل الهبوط، ووحدات تخزينٍ لمعظم المواد الاستهلاكية الخاصة بالطاقم (الأكسجين والمياه) والمعدات العلمية. على عكس الوحدة القمرية، صُممت مركبة آلتير للهبوط في المناطق القطبية القمرية التي تُفضلها ناسا لبناء قاعدةٍ قمرية مُستقبلية. وكما كان الحال مع الوحدة القمرية، لم تُصمم آلتير لتكون قابلةً لإعادة الاستخدام، إذ سيجري التخلص من مرحلة الصعود بعد استخدامها.
كان من المفترض أن تعمل مرحلة الهبوط الخاصة بآلتير بواسطة أربعة محركات صاروخية من طراز آر-إل 10، التي هي نفس المُحركات المستخدمة في مرحلة سينتور العليا في صاروخ أطلس 5. على عكس محركات آر-إل 10 المُستخدمة حالياً، كان من المفترض أن تتمتع محركات آر-إل 10 الأحدث بقدرةٍ على خفض مستوى دفعها حتى 10٪ (تسمح المواصفات القديمة بنسبة 20٪)، ما يتيح استخدام آلتير لعملية الدخول في المدار القمري (إل أو آي) ومراحل الهبوط خلال المهمات القمرية. صُممت مرحلة الصعود لتعمل بواسطة محركٍ واحد، على الأرجح مُحركٌ تلقائي الاشتعال مُشابه أو مطابق للمحرك الرئيسي لوحدة الطاقم والخدمة (سي إس إم) الخاصة بأوريون، التي ستستخدم مرحلة الهبوط كمنصة إطلاقٍ ومنصةٍ لبناء القاعدة المستقبلية. كبديلٍ لذلك، كان هناك احتمالٌ صغيرٌ لاعتماد الخطة الأصلية لاستخدام محركات إل إو إكس/ سي إتش 4 على متن النسخة الثانية القمرية لوحدة الطاقم والخدمة الخاصة بأوريون ومرحلة الصعود الخاصة بآلتير.

## أنظمة الدفع
خططت ناسا لاستخدام صاروخين مُعززين منفصلين لمهمات برنامج كونستيلشن – آريس 1 للطاقم وآريس 5 للحمولات. كان لذلك أن يسمح بتحسين مركبتي الإطلاق هاتين للقيام بمهمتيهما، بالإضافة لتوفير قدرة رفعٍ إجمالي أعلى بكثير بالنسبة لآريس 5 دون أن تكون باهظة الكُلفة. وبالتالي، جمع برنامج كونستيلشن بين طريقة اللّقاء بالمدار القمري التي اتبعتها مهمات برنامج أبولو القمرية وطريقة اللّقاء بالمدار الأرضي التي أُخذت بعين الاعتبار أيضاً.
اختير اسم آريس (الإله اليوناني الذي يُطلق عليه اسم مارس في الأساطير الرومانية) لإطلاقه على الصاروخين المُعززين كإشارةٍ إلى هدف المشروع المُتمثل في الهبوط على سطح المريخ. كما اختير الرقمان 1 و5 لتكريم صواريخ ساتورن في الستينيات.